# Land-van-Cadzands

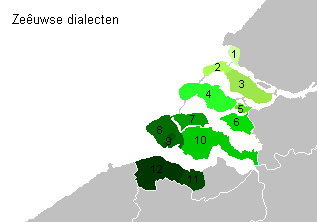
Geografische verspreiding van de Zeeuwse dialecten. In het met "12"gemarkeerde gebied wordt Land-van-Cadzands gesproken.

Land-van-Cadzands is een Zeeuws dialect dat gesproken wordt in het westen van Zeeuws-Vlaanderen. Het wordt voornamelijk gebruikt door inwoners van de plaatsen Sluis, Oostburg, Aardenburg en Cadzand. Het land-van-Cadzands is een overgangsdialect en gaat vloeiend over in het West-Vlaams (een Vlaams dialect) dat vooral in België wordt gesproken. In totaal spreekt van alle Zeeuws sprekende Zeeuwen 4,9% het Land-van-Cadzands.
Eén van de kenmerken van dit dialect is het dubbel gebruik van 1 woord in dezelfde zin.
Voorbeeld:
Van de kjee un kjee nie Vertaald : Van de keer een keer niet Betekenis : Deze keer niet